# Robert Forsch
Robert Ludwig Georg Forsch (* 21. November 1870 in Struschau, Gouvernement Witebsk, Russisches Kaiserreich; † 8. September 1948 in Berlin-Tempelhof) war ein aus Russland stammender deutscher Schauspieler und wirkte auch als Charaktercharge im Film des Dritten Reichs.

## Leben
Forsch wurde im damals deutschen Ort Struschau in der russischen Provinz geboren. Jener wurde um 1920 umbenannt in Strūžāni, 1940 entsiedelt, im Zweiten Weltkrieg völlig zerstört und erst 1956 nach Forschs Tod unter dem lettischen Namen wiedergegründet.
Robert Forsch hatte zwei Jahre an der Universität studiert, ehe er 1894 zum Theater stieß. Seine ersten Erfahrungen sammelte er als Schauspiel-Eleve an den Königlichen Schauspielen in Berlin, wirkte aber zu Beginn seiner Karriere vorwiegend in der Provinz. So trat Forsch noch vor dem Ersten Weltkrieg beispielsweise ab 1902 unter Anton Hartmann am Leipziger Schauspielhaus als Dramaturg und Regisseur in Erscheinung sowie in selbiger Funktion an Kölns Deutschem Theater bzw. Metropoltheater. Zeitgleich blieb er weiterhin als Schauspieler aktiv, sowohl in Chargen- als auch in mittelgroßen Charakterrollen. Forsch war in der Folgezeit an zahlreichen Berliner Bühnen tätig. Mit Lupu Pick und Paul Bildt bildete er den Schauspielvorstand des Kleinen Theaters Unter den Linden und gehörte 1921 neben Paul Henckels zu den Begründern des Steglitzer Schloßparktheaters. Er spielte in den 1920er Jahren außerdem am Deutschen Theater und dem Renaissance-Theater.
Man sah ihn zum Beispiel als Klosterbruder in Lessings Nathan der Weise, als Orgelspieler in Georg Büchners Woyzeck, als Anton in Gerhart Hauptmanns Und Pippa tanzt!, als Ochsentreiber in George Bernard Shaws Androklus und der Löwe und als Bauer und Wahrsager in Shakespeares Antonius und Cleopatra.
Seit Beginn der 1930er Jahre weitgehend beschäftigungslos – zeitweilig trat Forsch auf der Bühne nur noch am Marburger Sommertheater auf – verdiente sich der Schauspielveteran ab Mitte desselben Jahrzehnts ein regelmäßiges Zubrot mit zum Teil winzigen Auftritten im Tonfilm. So gab er einen Geschäftsmann in Der höhere Befehl, einen Wächter in Versprich mir nichts, einen Passagier in Am seidenen Faden, einen Gefängnisaufseher in Schneider Wibbel und einen Auktionator in Lady Windermeres Fächer.
Während der Kriegsjahre fand er kleinere Aufgaben am Theater (Kammerspiele des Deutschen Theaters) und im Film. Seine vornehme Kunst wurde allerdings von großen Regisseuren wie Jürgen Fehling sehr geschätzt. Forsch stand 1944 in der Gottbegnadeten-Liste des Reichsministeriums für Volksaufklärung und Propaganda.
Nach dem Krieg spielte er am Deutschen Theater alternierend mit Eduard von Winterstein erneut den Klosterbruder an der Seite von Paul Wegener in Lessings Nathan der Weise. Seine erste große Rolle im Film bekam er erst 1946. Er spielte den Uhrmacher Mondschein im ersten deutschen Nachkriegsfilm Die Mörder sind unter uns.
Forsch war seit 1922 mit Margarethe Henriette Schmidt-Dumont (1894–1984), einer Tochter des Architekten Franz Schmidt (1851–1919) aus Altona, verheiratet.

## Filmografie
- 1918: Mr. Wu
- 1919: Die 999. Nacht
- 1920: Ich – bin – Du...
- 1920: Die einsame Insel
- 1928: Der alte Fritz, 1. Teil: Friede
- 1935: Lady Windermeres Fächer
- 1935: Der höhere Befehl
- 1936: Weiberregiment
- 1936: Schlußakkord
- 1936: Susanne im Bade
- 1937: Madame Bovary
- 1937: Versprich mir nichts
- 1938: Urlaub auf Ehrenwort
- 1938: Kleiner Mann – ganz groß
- 1938: Scheidungsreise
- 1938: Am seidenen Faden
- 1939: Robert Koch, der Bekämpfer des Todes
- 1939: Sensationsprozeß Casilla
- 1939: Schneider Wibbel
- 1940: Mädchen im Vorzimmer
- 1940: Bismarck
- 1942: Die goldene Stadt
- 1942: Diesel
- 1942: Wir machen Musik
- 1943: Du gehörst zu mir
- 1943/45: Kolberg
- 1944: Die Degenhardts
- 1945: Die Brüder Noltenius
- 1945: Der Puppenspieler (unvollendet)
- 1946: Die Mörder sind unter uns
- 1948: Unser Mittwoch Abend

## Theater

### Schauspieler
- 1913: John Galsworthy: Kampf (Alter Arbeiter) – Regie: Rudolf Rittner (Deutsches Künstlertheater Berlin)
- 1914: Hans Müller-Schlösser: Schneider Wibbel (Schneidergeselle) – Regie: Willy Grunwald (Deutsches Künstlertheater Berlin)
- 1914: Hermann Bahr: Das Phantom (Sekretär Habusch) – Regie: Willy Grunwald (Deutsches Künstlertheater Berlin)
- 1915: Georg Hermann: Henriette Jacoby (Geheimrat Stosch) – Regie: ? (Kleines Theater Berlin)
- 1915: Harry Vosberg: Ein kostbares Leben (Gauner) – Regie: Fritz Friedmann-Frederich (Kleines Theater Berlin)
- 1915: Plautus: Der Prahlhans – Regie: Georg Altmann (Kleines Theater Berlin)
- 1916: Fritz Friedmann-Frederich: Logierbesuch – Regie: Georg Altmann (Kleines Theater Berlin)
- 1916: Lion Feuchtwanger: Warren Hastings – Regie: ? (Kleines Theater Berlin)
- 1916: Edgar Hoyer: Die Prinzessin und die Welt – Regie: Fritz Friedmann-Frederich (Kleines Theater Berlin)
- 1917: Hermann Essig: Der Kuhhandel – Regie: Georg Altmann (Kleines Theater Berlin)
- 1917: Herbert Eulenberg: Belinde (Oheim) – Regie: ? (Kleines Theater Berlin)
- 1918: René Schickele: Hans im Schnakenloch (Abbé) – Regie: Georg Altmann (Kleines Theater Berlin)
- 1918: Hanns Johst: Der Einsame – Regie: ? (Kleines Theater Berlin)
- 1918: Adolf Glaßbrenner: Nante – Regie: Fritz Friedmann-Frederich (Kleines Theater Berlin)
- 1919: Josef Meyer-Reichlinden: Unterm Baume der Erkenntnis – Regie: Richard Eivenack (Kleines Theater Berlin)
- 1921: Herbert Eulenberg: Alles um Geld (Heiratsvermittler) – Regie: Paul Henckels (Schlosspark Theater Berlin)
- 1921: Hans Müller-Schlösser: Der Rangierbahnhof (Katschorek) – Regie: Paul Henckels (Schlosspark Theater Berlin)
- 1921: William Shakespeare: Timon von Athen (Flavius) – Regie: Paul Henckels (Schlosspark Theater Berlin)
- 1922: Ferenc Molnár: Liliom (Arzt) – Regie: Eugen Robert (Theater am Kurfürstendamm Berlin)
- 1922: Gerhart Hauptmann: Der arme Heinrich (Ottokar) – Regie: ? (Schlosspark Theater Berlin)
- 1923: Leonid Andrejew: Der Gedanke – Regie: Emil Geyer (Tribüne Berlin)
- 1923: Carl Czapek: W.U.R. – Regie: John Gottowt (Theater am Kurfürstendamm)
- 1923: George Bernard Shaw: Frau Warrens Gewerbe (Pastor Gardener) – Regie: Emil Geyer (Theater am Kurfürstendamm)
- 1924: Hermann Bahr: Das Tänzchen – Regie: Richard Révy (Theater am Kurfürstendamm Berlin)
- 1924: Lion Feuchtwanger: Vasantasena – Regie: Paul Henckels (Theater Volksbühne am Bülowplatz Berlin)
- 1925: Georg Kaiser: Die jüdische Witwe – Regie: Karlheinz Martin (Theater am Schiffbauerdamm Berlin)
- 1926: Jules Romains: Der Diktator – Regie: ? (Lessingtheater Berlin)
- 1926: Gerhart Hauptmann: Und Pippa tanzt – Regie: Heinz Hilpert (Deutsches Theater Berlin – Kammerspiele)
- 1927: John Ford: Giovanni und Annabella – Regie: Gustav Hartung (Renaissance-Theater Berlin)
- 1927: Alfred Neumann: Der Patriot – Regie: Karlheinz Martin (Lessingtheater Berlin)
- 1927: Hans José Rehfisch: Skandal in Amerika (Obersteward) – Regie: Karlheinz Martin (Deutsches Künstlertheater Berlin)
- 1929: William Shakespeare: Was ihr wollt (Narr) – Regie: Frederic Mellinger (Marburger Freilicht-Festspiele)
- 1932: William Shakespeare: Othello – Regie: Leopold Jessner (Schauspielhaus Berlin)
- 1932: Walter Gilbricht: Oliver Cromwells Sendung (Friseur) – Regie: Heinz Hilpert (Theater Volksbühne am Bülowplatz Berlin)
- 1933: Marcel Pagnol: Zum goldenen Anker – Regie: Heinz Hilpert (Theater Volksbühne am Bülowplatz Berlin)
- 1934: Georg Büchner: Leonce und Lena (Zeremonienmeister) – Regie: Heinz Hilpert (Volksbühne Theater am Horst-Wessel-Platz Berlin)
- 1945: Anton Tschechow: Onkel Wanja (Knecht) – Regie: Ernst Legal (Deutsches Theater Berlin)
- 1947: Georg Büchner: Woyzeck (Orgelspieler) – Regie: Wolfgang Langhoff (Deutsches Theater Berlin – Kammerspiele)
- 1947: Johann Wolfgang von Goethe: Stella (Bediensteter) – Regie: Ludwig Berger (Deutsches Theater Berlin – Kammerspiele)

### Regisseur
- 1916: Friedrich Hebbel: Maria Magdalena (Kleines Theater Berlin)
- 1917: Alice Stein-Landesmann: Im Bahnwärterhaus (Kleines Theater Berlin)
- 1921: Franz Grillparzer: Medea (Schlosspark Theater Berlin)
- 1921: Johann Wolfgang von Goethe: Die Mitschuldigen (Schlosspark Theater Berlin)
- 1922: Franz Grillparzer: Des Meeres und der Liebe Wellen (Schlosspark Theater Berlin)
- 1922: Cornelis Petrus van Rossem: Phyllis (Schlosspark Theater Berlin)
- 1922: Paul Apel: Liebe (Schlosspark Theater Berlin)
- 1922: Anatole France: Crainquebille (Schlosspark Theater Berlin)
- 1923: Max Halbe: Jugend (Schlosspark Theater Berlin)

## Hörspiele
- 1946: Max Frisch: Nun singen sie wieder. Versuch eines Requiems (Pope) – Regie: Theodor Mühlen (Hörspiel – Berliner Rundfunk)